# Système de navigation Oméga
Le système de navigation Oméga, développé puis utilisé par les États-Unis et six pays partenaires, était le premier système de radionavigation aérienne et maritime véritablement universel.

## Histoire

Omega pouvait déterminer une position d'une précision de ±.

Conçu pour la Marine américaine et l'aviation militaire stratégique, le système de radionavigation Oméga a été sérieusement mis en place à compter de 1968 avec comme promesse la couverture de tous les océans du globe et la possibilité pour ses utilisateurs de déterminer une position à quatre miles près. À l'origine, le système devait surtout servir à la navigation des bombardiers nucléaires par-delà le pôle Nord, jusqu'en Union soviétique.
Une fois les huit stations entrées en communication les unes avec les autres en 1971, de nombreuses opérations furent menées tous les jours par les garde-côtes des différents pays partenaires grâce à elles. On découvrit par ailleurs leur utilité pour guider les sous-marins. Au fil des ans, le système fut surtout de plus en plus employé à des fins civiles.
Dans les années 1990, le succès du Global Positioning System déboucha sur un recul de son usage, à tel point que l'entretien ne se justifia plus. La version civile du système fut définitivement arrêtée et toutes les stations cessèrent d'émettre le 30 septembre 1997. Selon les informations du Règlement des Radiocommunications de l'UIT et de l'Agence nationale des fréquences, actuellement seules les Forces armées et l'OTAN maintiennent un réseau mondial à usage strictement militaire dans la bande 9 à 14 kHz (ondes myriamétriques VLF).

## Principe du système Oméga

Animation du Système de navigation Oméga.

Le système Oméga est un système de type hyperbolique, où la position d'un récepteur est calculée par mesure des différences de temps de propagation d'un signal reçu depuis au moins trois stations (voir : Loran-C). La particularité de l'Oméga est de fonctionner dans la gamme des très basses fréquences (VLF), entre 10 et 14 kHz. Ces ondes ont la propriété d'être guidées entre la surface terrestre et l'ionosphère, et donc de pouvoir être reçues presque aux antipodes d'un émetteur. Une autre propriété de ces fréquences est de traverser quelques dizaines de mètres d'eau, et donc de pouvoir également être reçues par un sous-marin en plongée.
Ces deux caractéristiques ont permis d'imaginer un système global n'utilisant que peu de stations, apte à permettre la navigation militaire et civile.
Dans sa version initiale, chaque station transmettait des impulsions d'une seconde environ sur les trois fréquences de 10,2 kHz 11,33 kHz et 13,6 kHz. Une séquence Oméga était constituée de huit impulsions, une par station, séparées de 0,2 seconde pour éviter les interférences entre stations, et répétées toutes les dix secondes. La position précise de l'utilisateur pouvait être déterminée par la mesure de phase de chaque émission.
Les trois fréquences permettaient de lever le doute sur les hyperboles jusqu'à un chenal de neuf hyperboles. Une fréquence supplémentaire fut ajoutée pour élargir encore ce levé de doute.
La précision du système Oméga dépendait de la stabilité du guide d'ondes ionosphériques, compensée par des calculs et des tables de prédiction. Certaines variations, comme celle due à l'altitude de l'ionosphère entre jour et nuit pouvaient être compensées, d'autres comme les perturbations soudaines (sudden ionospheric disturbance: SID) pouvaient créer une erreur allant jusqu'au « saut d'hyperbole ». Compte tenu de ces imprécisions, la qualité moyenne d'un point Oméga était de quelques milles. L'Oméga est donc resté un système de navigation au large pour les navires, et de traversées océaniques pour les aéronefs.

## Les stations

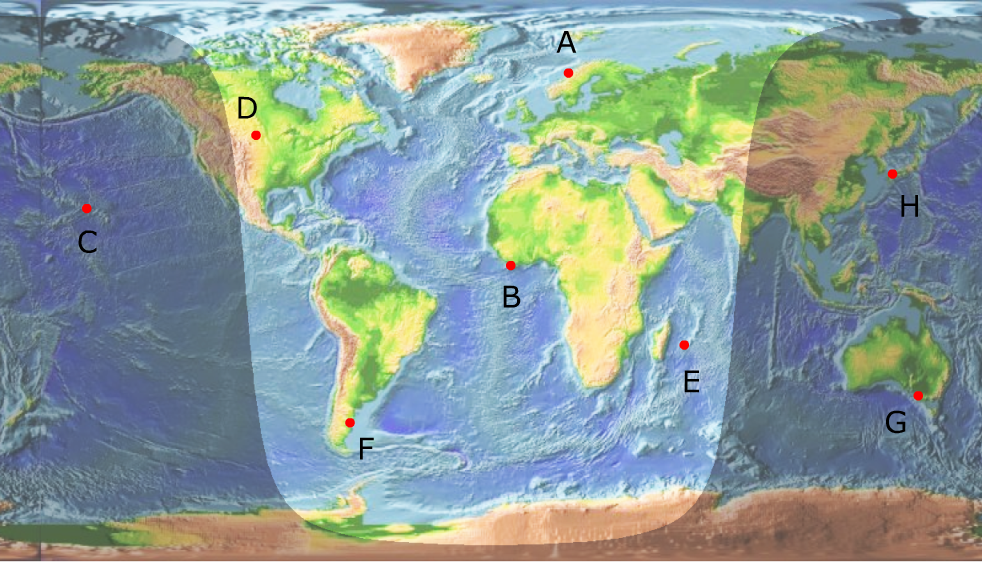
Les stations Oméga.

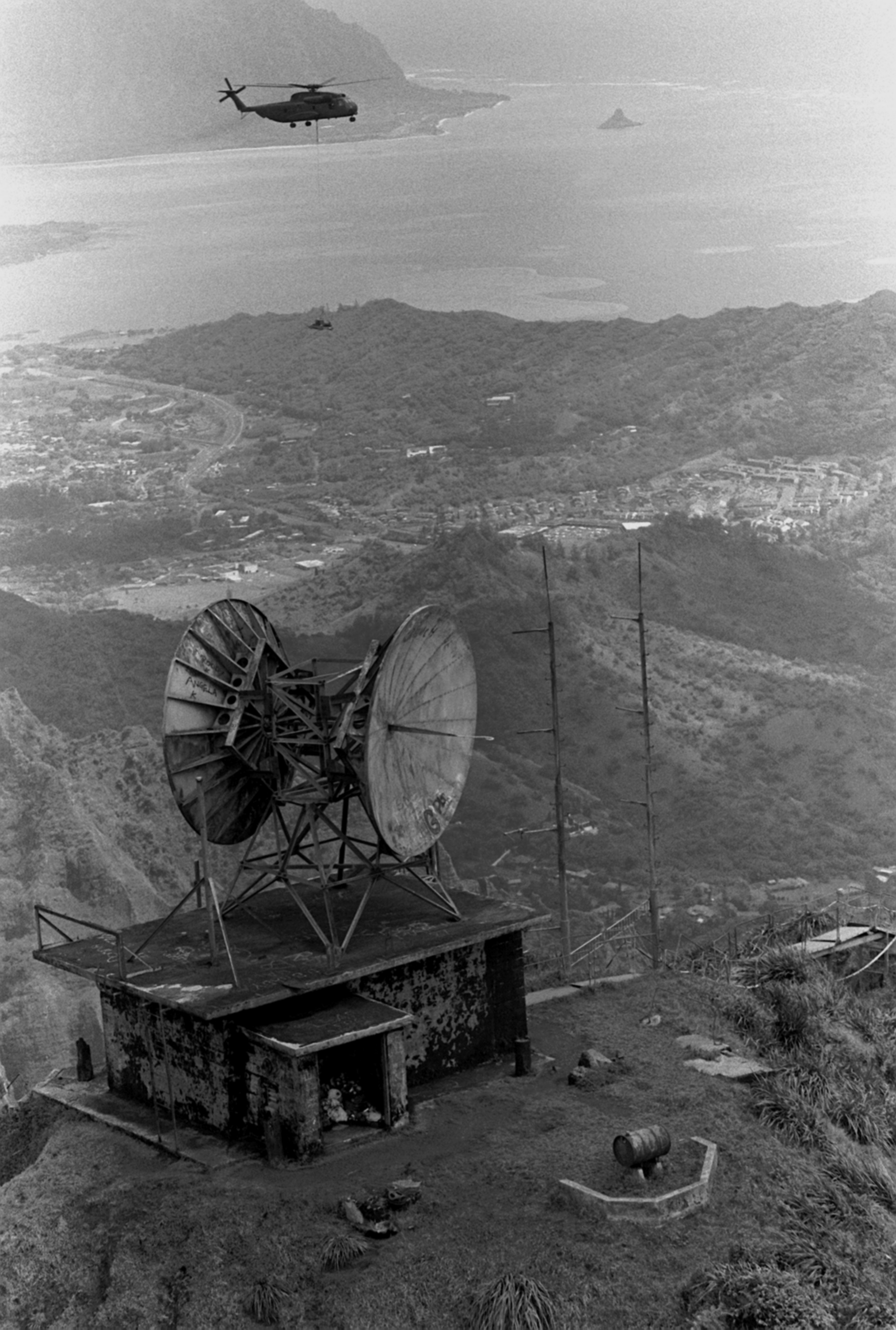
La station Oméga de Kanehoe avec un hélicoptère CH53, 1987.

Il y a eu huit émetteurs Oméga de par le monde, chacun désigné par une lettre de l'alphabet :
- A à l'île d'Aldra en Norvège (Bratland station 66.42083333°N 13.15055556°E)
- B à Paynesville, au Liberia (06°18′20″N 010°39′44″W)
- C à Kaneohe, à Hawaii (21.404700°N 157.830822°W)
- D à LaMoure, dans le Dakota du Nord (46.365944°N 98.335617°W)
- E à Saint-Paul, à La Réunion (20°58′27″S 55°17′24″E); essais en janvier 1976[1].
- F à Trelew, en Argentine (43.053553°S 65.190781°W).
- G à Woodside (en), en Australie (38°28′52″S 146°56′7″E).
- H à Shushi-Wan, au Japon (34°36′53″N 129°27′13″E).

La station australienne devait à l'origine être installée en Nouvelle-Zélande mais n'y fut pas construite à la suite de manifestations pacifistes.
La station de LaMoure sert aujourd'hui à la Navy de système de communications avec ses sous-marins.

## Antennes

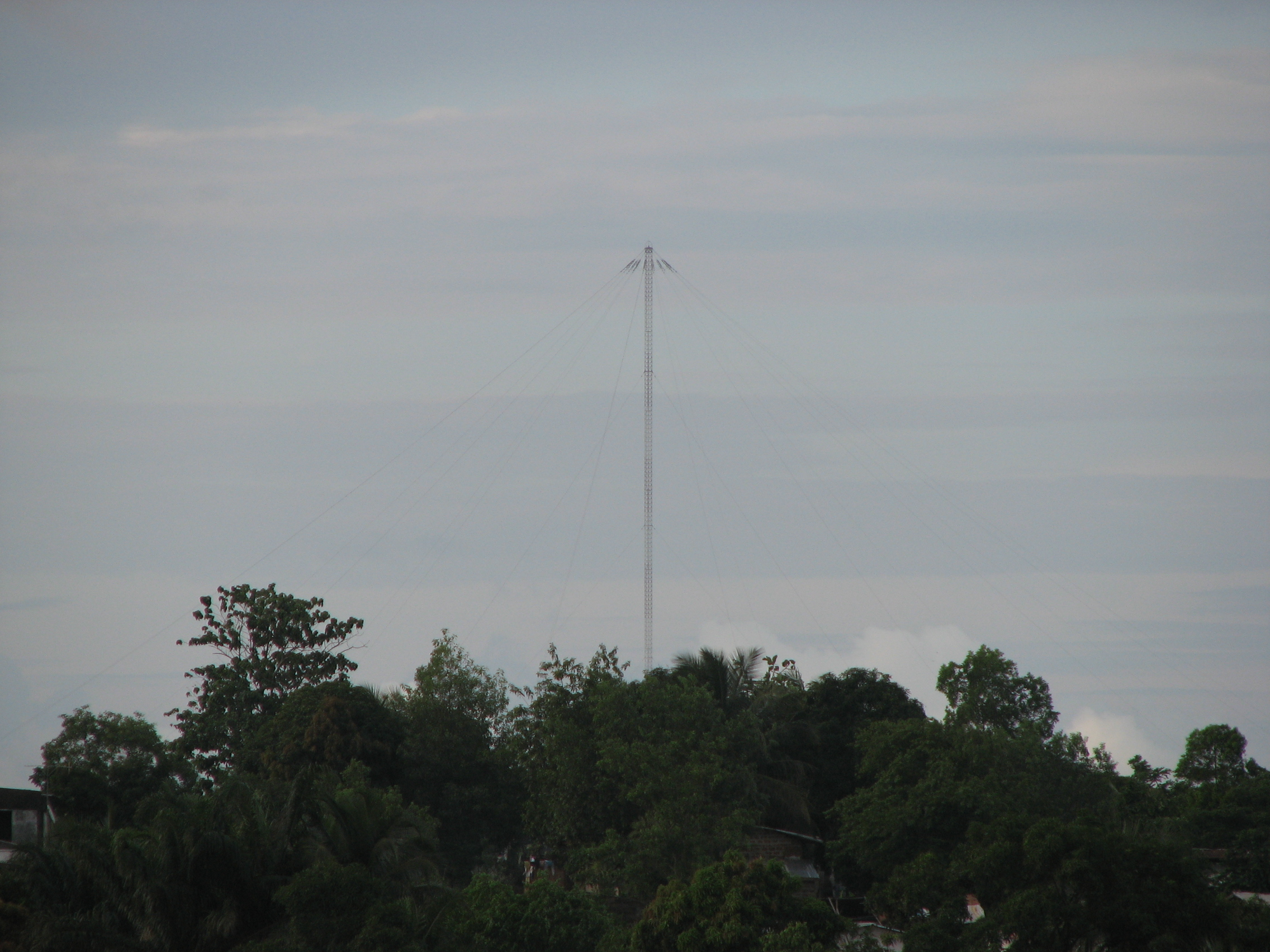
La tour Oméga de Paynesville, Liberia.

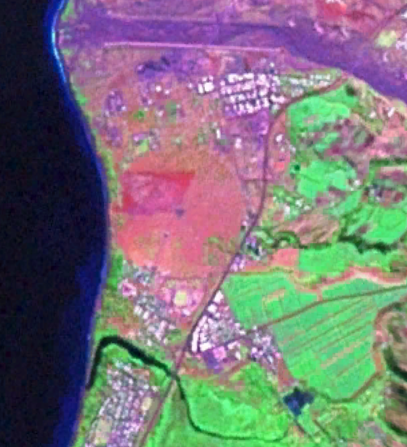
Le site de l'émetteur Oméga de Chabrier de La Réunion était un disque sans constructions, que l'on distingue très bien de nos jours.

De nombreuses antennes du système ont été détruites à la suite de sa mise hors service. C'est le cas de celle de l'émetteur Oméga de Chabrier, dans l'ouest de l'île de La Réunion, constituée d'un mât de 428 mètres de haut. De par sa hauteur, il constituait autrefois un repère visuel dans tout le nord-ouest de l'île. La zone réservée à son pied est si vaste qu'elle aurait dû à terme accueillir une ville nouvelle[réf. nécessaire]. Il s'agissait avant sa démolition, le 14 avril 1999, de la plus haute construction humaine en France, la plus haute en France métropolitaine étant l'émetteur d'Allouis.
En règle générale, les antennes construites dans le cadre du système étaient les plus grandes constructions humaines des régions dans lesquelles elles étaient implantées. Ainsi, du haut de ses 366 mètres, l'antenne argentine était la plus haute construction d'Amérique du Sud jusqu'à sa démolition le 23 juin 1998. L'antenne australienne était la plus haute construction de l'hémisphère sud. Elle mesurait 432 mètres de haut avant sa démolition en avril 2015.